# Krusader
Krusader (от англ. crusader — «крестоносец», с характерной для KDE заменой C на K) — двухпанельный файловый менеджер для оболочки KDE. Изначально разрабатывался для Linux, но теперь доступен для некоторых других платформ (BSD и Apple Mac OS X). Windows-вариант находится в бета-стадии (на июнь 2009-го).

## История
Krusader был основан в мае 2000 года Ши Эрлихом (Shie Erlich) и Рафи Янаи (Rafi Yanai), главным образом потому, что не было альтернативы программе Total Commander для Linux. Эрлих и Янаи выбрали Qt Development Kit и KDevelop инструментами разработки. Первый сайт программы был создан, когда к проекту присоединился веб-мастер Дирк Эшлер (Dirk Eschler). Krusader М-1 (Milestone 1) был первым проектом программы, и был выпущен для KDE2 (Kleopatra 1.91); код был утерян и сейчас доступны только скриншоты.

## Достоинства
- расширенные возможности по работе с архивами;
- поддержка монтируемых файловых систем, FTP;
- современный модуль поиска;
- просмотр/редактор текста;
- синхронизация каталогов;
- сравнение файлов по содержимому;
- мощные возможности пакетного переименования;
- задание и переопределение горячих клавиш (shortcuts);
- и многое другое.

Имеется поддержка архивов следующих форматов: tar, zip, bzip2, gzip, rar, ace, arj, rpm, lha, 7z, iso-образов, проверки контрольных сумм (md5, sha1, sha256-512, crc и т. п.), обращения к внешним ресурсам (FTP, SAMBA, SFTP, SCP), функции массового переименования по маске, встроенные менеджер для монтирования разделов, эмулятор терминала, текстовый редактор и просмотрщик содержимого файлов.
В интерфейсе поддерживаются вкладки, закладки, сравнение и синхронизация содержимого каталогов, с другими приложениями KDE можно взаимодействовать через интерфейс Drag’n’drop. Умеет работать с такими KIOSlaves, как smb:// или fish://.

## Развитие проекта

### Изменения в Krusader 1.8 «Final 3rd Stone»
- полная поддержка ACL-разрешений;
- множественные улучшения эмулятора терминала, системы UserActions, удобства использования (особенно в конфигураторе и меню);
- сравнение в синхронизаторе и работа с медленными серверами в отдельном потоке;
- атомарные расширения для переименования файлов без расширений;
- множественные улучшения в работе с архивами: работа в фоне, поддержка шифрования, многотомных архивов и степеней сжатия;
- начало работы над проектом Krusader для KDE4.

### Изменения в Krusader 1.90 «Power Stone»
- последний релиз для KDE 3.x
- совместимость с GCC 4.3
- много новых и обновлённых расширений для Krusader

### Изменения в Krusader 2.0 «Mars Pathfinder»
- первый релиз для KDE 4.x
- первый релиз для Windows (но Krusader не столь полезный и мощный как под Linux)
- добавлен «Диспетчер очереди»
- 5 методов сортировки
- подсветка совпадений быстрого поиска
- поддержка tar.lzma
- множество устранённых ошибок и других нововведений

### Изменения в Krusader 2.3 (beta1) «New Horizons»
- быстрый фильтр (по умолчанию: CTRL+I)
- действия: Назад/Вперед в истории
- опции: сначала показывать каталоги
- диалоговое окно выбора файлов: применить выбор к каталогам
- опции фильтра: применить фильтр к каталогам

### Изменения в Krusader 2.4 (beta1) «Migration»
- настраиваемое расположение панелей
- поддержка архивов xz
- не выделение файлов перед копированием/перемещением
- сохраняемая и восстанавливаемая история
- улучшенное перемещение и перетаскивание вкладок

### Изменения в Krusader 2.4.0-beta3 «Single Step»
- старшая версия сборки Krusader, которая может использоваться с KDE 4. Поставляется для старых систем.

### Изменения в Krusader 2.5.0
- переход на Qt5, технологии KDE 5 и библиотеки KDE Frameworks 5.[4]